# ŽOK Enna Vukovar
ŽOK Enna Vukovar je ženski odbojkaški klub iz Vukovara. Natječe se u 1. A hrvatskoj odbojkaškoj ligi za žene.
U sklopu kluba djeluje 5 selekcija: ŽOK Vukovar, ŽOK Vukovar II, ŽOK Vukovar III, juniorska i kadetska selekcija

## Povijest

### U SFRJ
Ženska odbojka u Vukovaru ima dugu tradiciju. Klub je osnovan 1962. godine pod imenom ŽOK Vukovar i od tada su odbojkašice ponos grada koji puni tribine. U sezoni 1968./69. prvi put sudjeluju u najvišem rangu natjecanja, ali se tu zadržavaju samo tu sezonu. Isto ponavljaju i u sezoni 1975./76., da bi od sezone 1977./78. bili stalni član Prve savezne lige Jugoslavije gdje ostaju do 1991. godine. Pored svih poteškoća, samo su se jedne godine borile za opstanak dok su većinom bile stabilan prvoligaš uglavnom na sredini ljestvice (od 4. do 7. mjesta). Ostvarivale su dobre rezultate i u kupovima Jugoslavije, gdje su 1978. godine bili finalisti, a 1986. su čak sudjelovale i u CEV kupu gdje su došle do 3. kola, odnosno bile su četvrtoplasirane. 

### Međuperiod
Raspadom Jugoslavije i ratovima, Vukovar se našao u RSK. Klub je obnovljen 1992. godine, a pošto je bio jedini ženski odbojkaški klub s ovih prostora, uključen je u natjecanja pod okriljem Odbojkaškog saveza Jugoslavije, odnosno bio je član Vojvođanske lige (3. rang).

### U Republici Hrvatskoj
Nakon mirne reintegracije, ŽOK Vukovar je reaktiviran i nakon samo prve sezone provedene u drugom razredu postaje član 1. lige (8. mjesto). Tu se zadržava do 2004. godine, kada ispadaju u 1. B ligu. U njoj provode dvije sezone s vrlo mladom ekipom. Nakon toga u sezoni 2006./07. klub ponovno ulazi u prvu A ligu te zauzima 8. mjesto. Druge su sezone bile 4. i tim su rezultatom izborile nastup u CEV Challenge kupu gdje su uspjele doći do 3. kola kada su izgubile od budućeg prvaka Challenge kupa, atenskog Panathinaikosa. Sezona koja je uslijedila bila je jedna od najboljih u povijesti kluba – ŽOK Vukovar postao je viceprvak na Prvenstvu Hrvatske i u kupu. Te sezone nisu imale niti jednu izgubljenu utakmicu u regularnom dijelu Prvenstva. Međutim Vukovarke nisu dugo morale čekati na prvi trofej. 22. prosinca 2010. u Zagrebu je osvojen Kup Hrvatske u odbojci za žene (Kup Hrvatske u odbojci za žene 2010.).  U polufinalu su s lakoćom pobijedile ekipu Splita 1700 sudionika Lige prvakinja s 3:0 (25:18, 25:14, 25:14) da bi u velikom finalu iznenadile cjelokupnu sportsku javnost pobijedivši i više nego zasluženo glavnog favorita i ekipu koja ne zna za poraz u domaćim natjecanjima ŽOK Rijeku 3:1 (19:25, 25:21, 25:21, 25:14). 

Isti uspjeh u kupu je ponovljen i u sljedećoj sezoni, kada su s 3:0 u setovima pobijedile ŽOK Rijeku na njihovom terenu. Finale doigravanja u prvenstvu Hrvatske su igrali i u sezoni 2010./11.
Izmjenom statuta kluba, od 27. listopada 2017. godine, klub nosi ime ŽOK Enna Vukovar.

### Ligaški plasmani kluba

#### Prvenstvo Jugoslavije
| Sezona        | Liga                                    | Plasman                 |
| ------------- | --------------------------------------- | ----------------------- |
| 1968./69.     | Prvenstvo Jugoslavije u odbojci za žene | 10. mjesto              |
| 1969. – 1975. | drugoligaško natjecanje                 | drugoligaško natjecanje |
| 1975./76.     | Prvenstvo Jugoslavije u odbojci za žene | 10. mjesto              |
| 1976./77.     | drugoligaško natjecanje                 | drugoligaško natjecanje |
| 1977./78.     | Prvenstvo Jugoslavije u odbojci za žene | 8. mjesto               |
| 1978./79.     | Prvenstvo Jugoslavije u odbojci za žene | 5. mjesto               |
| 1979./80.     | Prvenstvo Jugoslavije u odbojci za žene | 5. mjesto               |
| 1980./81.     | Prvenstvo Jugoslavije u odbojci za žene | 5. mjesto               |
| 1981./82.     | Prvenstvo Jugoslavije u odbojci za žene | 6. mjesto               |
| 1982./83.     | Prvenstvo Jugoslavije u odbojci za žene | 9. mjesto               |
| 1984./85.     | Prvenstvo Jugoslavije u odbojci za žene | 8. mjesto               |

#### Prvenstvo Hrvatske
| Sezona      | Liga                                 | 1. dio sezone | 2. dio sezone               | Doigravanje    | Konačni poredak |
| ----------- | ------------------------------------ | ------------- | --------------------------- | -------------- | --------------- |
| 1998./99.   | 2. HOL za žene Istok                 | 1. mjesto     | 1. mjesto                   | 4. mjesto      | 4. mjesto       |
| 1999./2000. | 1. HOL za žene                       | 8. mjesto     | 8. mjesto                   | 8. mjesto      | 8. mjesto       |
| 2000./01.   | 1. HOL za žene                       | 3. mjesto     | Liga za prvaka - 4. mjesto  | /              | 4. mjesto       |
| 2001./02.   | 1. HOL za žene                       | 8. mjesto     | 8. mjesto                   | četvrtfinale   | 8. mjesto       |
| 2002./03.   | 1. HOL za žene                       | 8. mjesto     | 8. mjesto                   | četvrtfinale   |                 |
| 2003./04.   | 1. HOL za žene                       | 12. mjesto    | 12. mjesto                  | -              | 12. mjesto      |
| 2004./05.   | 2. HOL za žene                       |               |                             |                |                 |
| 2005./06.   | 2. HOL za žene                       |               |                             |                |                 |
| 2006./07.   | A-1 HOL za žene                      |               | Liga za ostanak - 2. mjesto | -              | 8. mjesto       |
| 2007./08.   | 1. A HOL za žene                     |               |                             |                | 4. mjesto       |
| 2008./09.   | 1. A HOL za žene                     | 1. mjesto     | 1. mjesto                   | finalist       | 2. mjesto       |
| 2009./10.   | 1. A HOL za žene                     | 3. mjesto     | 3. mjesto                   | četvrtfinalist | 5. mjesto       |
| 2010./11.   | Superliga Hrvatske u odbojci za žene | 1. mjesto     | 1. mjesto                   | finalist       | 2. mjesto       |
| 2011./12.   | 1. A HOL za žene                     | -             | -                           | četvrtfinale   | 3. mjesto       |
| 2012./13.   | 1. A HOL za žene Skupina I           | 5. mjesto     | 2. skupina - 3. mjesto      | -              | 7. mjesto       |
| 2013./14.   | 1. A HOL za žene Skupina II          | 1. mjesto     | 3. skupina - 1. mjesto      | četvrtfinale   | 9. mjesto       |
| 2014./15.   | 1. A HOL za žene Skupina I           | 5. mjesto     | 2. skupina - 2. mjesto      | četvrtfinale   | 6. mjesto       |
| 2015./16.   | 1. A HOL za žene Skupina I           | 4. mjesto     | 1. skupina - 4. mjesto      | polufinale     | 4. mjesto       |
| 2016./17.   | Superliga Hrvatske u odbojci za žene | 7. mjesto     | 2. skupina - 3. mjesto      | -              | 7. mjesto       |

### Sudjelovanje u kup natjecanjima
| Sezona | Uspjeh           |
| ------ | ---------------- |
| 1998.  | nepoznat plasman |
| 1999.  | nepoznat plasman |
| 2000.  | nepoznat plasman |
| 2001.  | finalist         |
| 2002.  | nepoznat plasman |
| 2003.  | nepoznat plasman |
| 2004.  | nepoznat plasman |
| 2005.  | nepoznat plasman |
| 2006.  | nepoznat plasman |
| 2007.  | nepoznat plasman |
| 2008.  | finalist         |
| 2009.  | četvrtfinalist   |
| 2010.  | osvajač kupa     |
| 2011.  | osvajač kupa     |
| 2012.  | 1. kolo          |
| 2013.  | polufinalist     |
| 2014.  | četvrtfinalist   |
| 2015.  | 1. kolo          |
| 2016.  | četvrtfinalist   |
| 2017.  | 2. kolo          |

### MEVZA liga
| Sezona    | Ligaški plasman | Play-off |
| --------- | --------------- | -------- |
| 2011./12. | 7. mjesto       | -        |

### Europska natjecanja
| Sezona    | Natjecanje               | Plasman     |
| --------- | ------------------------ | ----------- |
| 2008./09. | CEV Challenge Cup (žene) | 1/16 finala |

## Poznate igračice
- Marina Miletić

## Vanjske poveznice
- Stranica kluba na Facebooku
- Neslužbene klupske stranice